# Oddmund Jensen
Oddmund Ingvald Jensen (ur. 26 września 1928 w Sørfold, zm. 6 marca 2011 w Lillehammer) – norweski biegacz narciarski i trener.

## Lata młodości
Na nartach jeździł od 1939. Z wykształcenia był technikiem leśnictwa.

## Kariera zawodnicza
Dwukrotnie startował na zimowych igrzyskach olimpijskich: w 1956 i 1960, za każdym razem uczestnicząc w biegu na 30 i 50 km. W Cortina d’Ampezzo był 17. na 30 km z czasem 1:51:04 i 14. na 50 km z czasem 3:11:14, a w Squaw Valley zajął 10. miejsce na 30 km z czasem 1:55:35,0 i 11. na 50 km z czasem 3:09:16,2.
Trzykrotny mistrz Norwegii: z 1958 i 1959 w sztafecie oraz z 1959 na 50 km, trzykrotny wicemistrz kraju: z 1954 i 1955 w sztafecie oraz z 1957 na 50 km i trzykrotny brązowy medalista mistrzostw Norwegii: z 1955 i 1958 na 30 km oraz z 1958 na 15 km.
W latach 1955, 1957, 1958, 1962 i 1965 wygrywał Birkebeinerrennet.

## Kariera trenerska i śmierć
Po zakończeniu kariery zawodniczej został trenerem. W latach 1964–1978 prowadził męską reprezentację Norwegii w biegach narciarskich. Był odpowiedzialny za trasy narciarskie podczas Zimowych Igrzysk Olimpijskich 1994. Zmarł 6 marca 2011 w Lillehammer na raka.

## Życie prywatne
Był żonaty z Ellen Hårdnes.